# Benge (Horvátország)
Benge (horvátul: Šumarina) falu Horvátországban, Eszék-Baranya megyében. Közigazgatásilag Pélmonostorhoz tartozik.

## Fekvése
Eszéktől légvonalban 25, közúton 45 km-re északnyugatra, községközpontjától 1 km-re északnyugatra, Baranyában, a Drávaszög északi részén, Pélmonostor és Lőcs között, a magyar határ mellett és az Eszékről Magyarországra menő vasútvonal mentén fekszik. 

## Története
A falu területe már az őskorban lakott volt. A falutól északkeletre, a Karasicától délre fekvő Kleišće nevű enyhe magaslaton 2007-ben az autópálya építését megelőző leletmentő ásatások során a vaskori La Tène-kultúra kerámiái kerültek elő. A vaskori leletek mellett kis mennyiségű ókori téglát és középkori cseréptöredéket is találtak.  Ez alapján valószínűsíthető, hogy a középkorban is volt itt település, de ennek írásos nyoma nem maradt. Dénes József felvetette, hogy esetleg a harmadik katonai felmérés térképén Benge falutól délre, a „Stara Benge” névnél található négyszögletes terepalakzat lehet azonos az ősi Baranyavárral. 
Az első írásos adat a település létezéséről a török uralom idejéből való. Neve a benge növénynévből származik. Ez alapján feltételezhető, hogy magyarok alapították. Az 1591-es török adókönyvben „Beng” néven, 7 adózóval szerepel.
 A térség 1687-ben a nagyharsányi csata után szabadult fel a török uralom alól, de a harcok során elnéptelenedett. Ezt követően Boszniából érkezett katolikus sokácokkal telepítették be. 1712-ben már délszláv katolikusok lakták. A 19. század elején németekkel telepítették be, de továbbra is délszláv többségű maradt. Az első katonai felmérés térképén a település „Benga” néven található. Lipszky János 1808-ban Budán kiadott repertóriumában „Benge” néven szerepel. 
1857-ben 371, 1910-ben 310 lakosa volt. Baranya vármegye Baranyavári járásához tartozott. A település az első világháború után az új szerb-horvát-szlovén állam, majd később (1929-ben) Jugoszlávia része lett. 1922-ben a délszláv közigazgatás a település nevét Bengéről Šumarinára változtatta. 1941 és 1944 között ismét Magyarországhoz tartozott, majd a háború után ismét Jugoszlávia része lett. A második világháború végén a német lakosság nagy része elmenekült a partizánok elől. Az itt maradtakat a kommunista hatóságok kollektív háborús bűnösökké nyilvánították, minden vagyonuktól megfosztották és munkatáborba zárták. Az életben maradtakat később Németországba és Ausztriába telepítették ki. 1991-ben lakosságának 59%-a horvát, 17%-a szerb, 12%-a jugoszláv, 5%-a magyar, 2%-a német nemzetiségű volt. A délszláv háború idején 1991 augusztusában a nemszerb lakosságnak menekülnie kellett a szerb csapatok elől. A menekültek csak 1997-ben térhettek vissza otthonaikba, ahol rögtön hozzáláttak az újjáépítéshez. A településnek 2011-ben 486 lakosa volt. 

## Népessége
| Lakosság változása | Lakosság változása | Lakosság változása | Lakosság változása | Lakosság változása | Lakosság változása | Lakosság változása | Lakosság változása | Lakosság változása | Lakosság változása | Lakosság változása | Lakosság változása | Lakosság változása | Lakosság változása | Lakosság változása | Lakosság változása |
| ------------------ | ------------------ | ------------------ | ------------------ | ------------------ | ------------------ | ------------------ | ------------------ | ------------------ | ------------------ | ------------------ | ------------------ | ------------------ | ------------------ | ------------------ | ------------------ |
| 1857               | 1869               | 1880               | 1890               | 1900               | 1910               | 1921               | 1931               | 1948               | 1953               | 1961               | 1971               | 1981               | 1991               | 2001               | 2011               |
| 371                | 355                | 477                | 527                | 322                | 310                | 486                | 538                | 331                | 369                | 413                | 485                | 606                | 655                | 567                | 486                |

## Gazdaság
A településen hagyományosan a mezőgazdaság, az állattartás és a kereskedelem képezi a megélhetés alapját. 

## Nevezetességei
Munkás Szent József tiszteletére szentelt római katolikus templomának építése 1984-ben indult és 2005-ben fejeződött be. 

## Sport
NK Šampion Šumarina labdarúgóklub